# بوئنیا بامبااو
بوئنیا بامبااو (به لاتین: Boeni ya Bambao) یک منطقهٔ مسکونی در اتحاد قمر است که در گرند کومور واقع شده‌است. بوئنیا بامبااو ۱٬۳۶۸ نفر جمعیت دارد.